# BMW X7
BMW X7은 BMW의 대형 SUV이다. 미국 사우스캐롤라이나주 스파턴버그 공장에서 생산된다. 승차인원은 7인승을 기본으로 력셔리한 옵션이 추가된 6인승을 선택할 수 있다. 고성능 플러그인 하이브리드 SUV인 XM과 플랫폼을 공용한다.

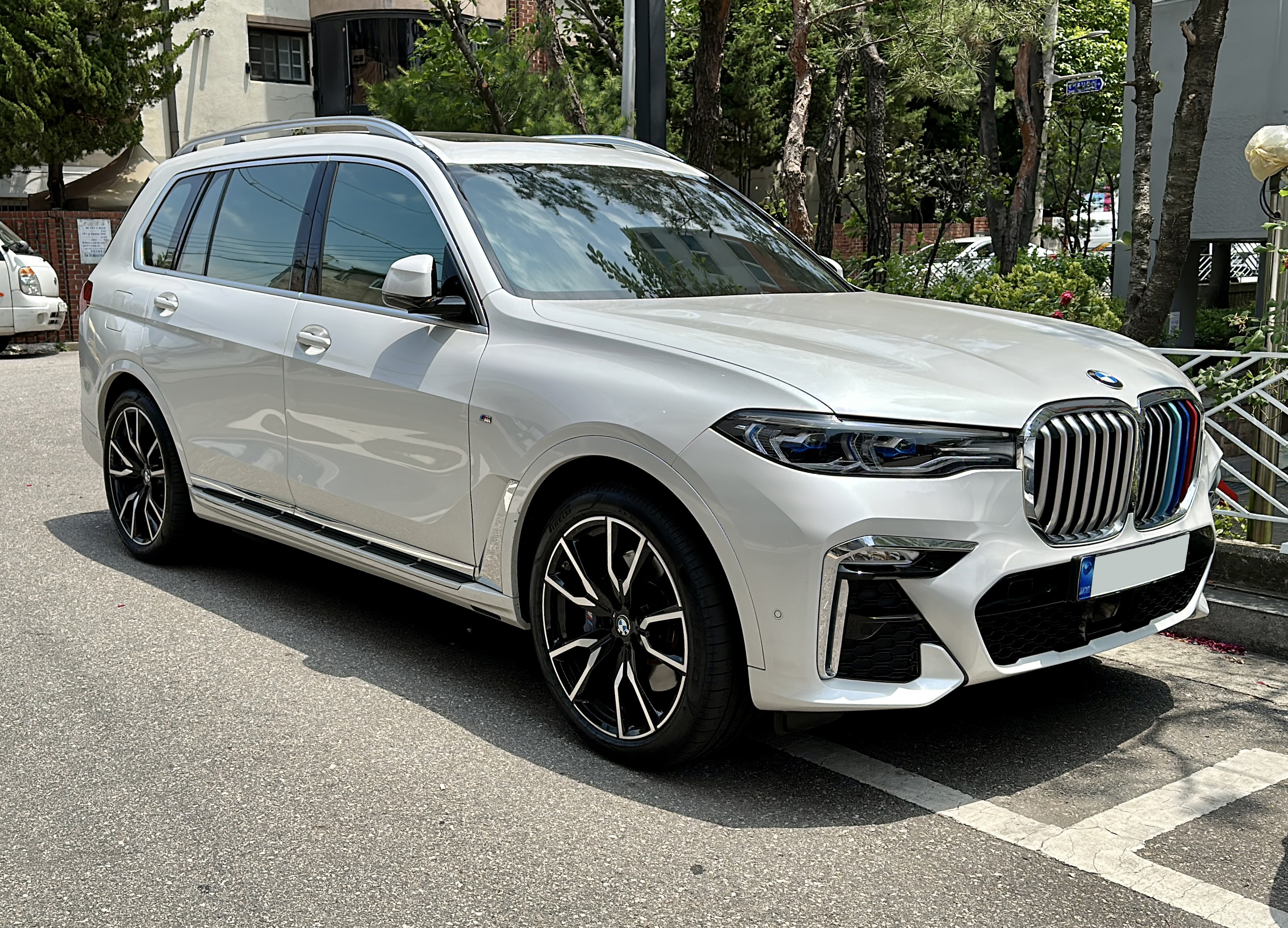
페이스리프트 이전

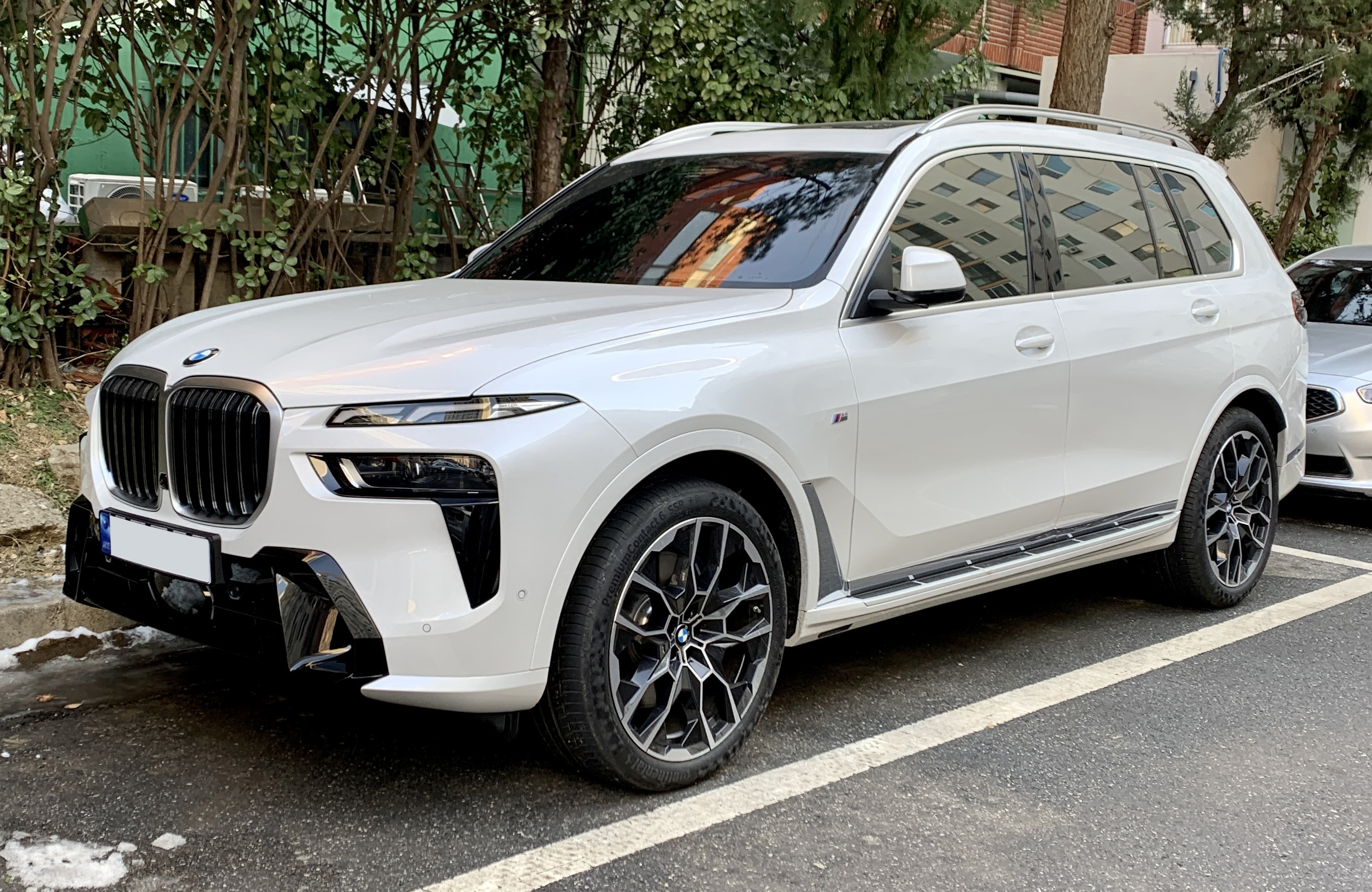
페이스리프트 이후